# ستيف أنجلو
ستيف أنجلو (بالسويدية: Steve Angello) وإسمهُ الكامل ستيفن أنجلو جوزيفسون فراغوغيانيس (بالسويدية: Steven Angello Josefsson Fragogiannis) وهو دي جاي يوناني المولد و الأصل و سويدي الجنسية ولد في يوم 22 نوفمبر 1982 في مدينة أثينا عاصمة اليونان لأب يوناني وأم سويدية وهو عضو في فرقة سويدش هاوس مافيا مع سباستيان إنغروسو و أكسويل.

## روابط خارجية
- ستيف أنجلو على موقع IMDb (الإنجليزية)
- ستيف أنجلو على موقع ميتاكريتيك (الإنجليزية)
- ستيف أنجلو على موقع روتن توميتوز (الإنجليزية)
- ستيف أنجلو على موقع ميوزك برينز (الإنجليزية)
- ستيف أنجلو على موقع رولينغ ستون (الإنجليزية)
- ستيف أنجلو على موقع أول موفي (الإنجليزية)
- ستيف أنجلو على موقع قاعدة بيانات الأفلام السويدية (السويدية)
- ستيف أنجلو على موقع أول ميوزيك (الإنجليزية)
- ستيف أنجلو على موقع ديسكوغز (الإنجليزية)
- ستيف أنجلو على موقع قاعدة بيانات الفيلم (الإنجليزية)